# Franc Horvat
Franc (Feri) Horvat (26. září 1941 Kuštanovci, Maďarské království – 1. srpna 2020) byl slovinský ekonom a politik.

## Životopis
Horvat se narodil ve slovinské luteránské rodině ve vesnici Kuštanovci na východě Slovinska (v té době byla tato oblast součástí horthyovského Maďarska). Vystudoval ekonomii na Univerzitě v Mariboru. V šedesátých a sedmdesátých letech pracoval jako ředitel několika slovinských společností v průmyslovém a finančním sektoru. V letech 1988 až 1991 byl federálním ministrem. V této době byl horlivým stoupencem federálního premiéra Ante Markoviće při zavádění tržního systému do jugoslávské ekonomiky.
Po rozpadu Jugoslávie v roce 1991 se  vrátil do Slovinska, kde se stal spoluzakladatelem Sjednocené kandidátky sociálních demokratů – levicové strany, která byla založena spojením bývalého Svazu komunistů Slovinska s dalšími levicovými stranami. V roce 1992 byl zvolen členem Státního shromáždění, kde vykonával různé významné funkce. Poté, co byl Borut Pahor zvolen do Evropského parlamentu, se on sám stal předsedou Státního shromáždění RS. Funkci předsedy Shromáždění vykonával až do parlamentních voleb, kdy ho vystřídal France Cukjati z vítězné Slovinské demokratické strany.